# Тараканов, Сергей Александрович
Сергей Александрович Тараканов — музыкант, заслуженный артист Российской Федерации, кандидат искусствоведения, профессор Ростовской Государственной Консерватории им. С. В. Рахманинова. Руководитель Донской хоровой капеллы «Анастасия» и детского хора при Ростовской Государственной Консерватории им. С. В. Рахманинова.

## Биография
Сергей Тараканов получил образование в Московской консерватории и окончил при ней аспирантуру, занимался в классе Бориса Ивановича Куликова. Также его учителями были Андрей Николаевич Мясоедов, Надежда Александровна Судзан, Борис Константинович Алексеев, Владислав Геннадиевич Соколов, Константин Михайлович Лебедев, Борис Григорьевич Тевлин.
Среди его учеников Людмила Малацай, Наталия Иванько, Татьяна Манько, Земфира Ушакова, мать Серафима (Тубольцева), мать Георгия (Кислова), Александр Кушнир.
В 1995 году в Италии он получил Гран-При и специальный приз дирижеру «За лучшее исполнение произведения XXI века». В 1999 году стал победителем на фольклорном фестивале в Италии, награжден специальным призом «За лучшее исполнение экстраординарной музыки». В 2001 — III премия в городе Ареццо, Италия, в 2002 году — диплом I степени в Москве, в 2003 — I премия в Минске. В 2004 году получил Гран-при в Москве и в 2005 году — III премию в Ареццо.
Сергей Тараканов — руководитель Донской хоровой капеллы «Анастасия» и детского хора при РГК.
С 1 сентября 2000 года занимает должность профессора кафедры хорового дирижирования Ростовской Государственной Консерватории им. С. В. Рахманинова. Преподаваемые дисциплины: дирижирование, чтение партитур, основы научных исследований (подготовка реферата).
Занимается концертмейстерской практикой. Организовывает хоровые фестивали как на федеральном, так и на международном уровне.